# Třetí nádvoří Pražského hradu

Katedrála svatého Víta na třetím nádvoří Pražského hradu

Třetí nádvoří Pražského hradu je hlavní a největší ze čtyř nádvoří na Pražském hradě. Ze všech nádvoří je situováno nejvýchodněji, ve střední části Hradu, která je již přes tisíc let mocenským a (katolickým) církevním centrem státu. Na západní straně se na něj vstupuje průchodem ze II. nádvoří, na severu plynule přechází do Vikářské ulice a na východní straně je mezi katedrálou a Starým královským palácem průchod na náměstí U Svatého Jiří. Po Býčím schodišti na jižní straně nádvoří je možné vstoupit do zahrady Na Valech.
Dominantu nádvoří představuje katedrála svatého Víta, Václava a Vojtěcha s hlavním západním dvouvěžovým průčelím a původním jižním vstupem (Zlatá brána) a věží. Před chrámem stojí budova Starého proboštství, přístřešek s vykopávkami, obelisk z roku 1928
a socha svatého Jiří. Na východní straně nádvoří se nachází středověký Starý královský palác, na západní a jižní straně novější palácové budovy s královským balkonem, z něhož 29. prosince 1989 krátce po svém zvolení prezidentem Československa promluvil Václav Havel.
Před vstupem do Starého paláce je umístěna Orlí kašna.

## Historie
Již asi z 9. století je doložena přítomnost vládnoucí elity okolo tehdy vyvýšeném středu nádvoří. Význam prostoru nádvoří se obnovuje v 10. století, kdy zde v rámci opevněného hradiště vyrůstá hlavní knížecí kostel, rotunda svatého Václava, a později i sídlo biskupa. V 2. polovině 11. století je rotunda nahrazena trojlodní bazilikou. V 1. polovině 12. století souběžně s opevněním hradbami vzniká jižní brána do nádvoří a kamenný knížecí palác. Ve 14. století je palác přebudován a bazilika nahrazena nedokončenou katedrálou, sídlo (arci)biskupa se definitivně stěhuje mimo areál hradu. V 15. a 1. polovině 16. století se ukončuje stavební vývoj starého paláce a katedrály a uvolňuje do té doby zastavěný prostor nádvoří. Za prvních Habsburků (1526-1657) se budují nové palácové budovy podél jižní a západní strany nádvoří. Všechny tři palácové průčelí byly do dnešní podoby sjednoceny přestavbou za Marie Terezie. V letech 1873-1929 probíhá dostavba katedrály. Po roce 1918 Jože Plečnik srovnal plochu nádvoří do jedné roviny a zakomponoval nové prvky, např. Obelisk, novou fontánu sv. Jiří a Býčí schodiště.

### Nejstarší období
Původní podoba prostoru dnes rovného nádvoří byla značně odlišná. Od západu se táhla vyvýšenina, jejíž posledním zbytek se dochoval pod budovou Starého proboštství. Tato vyvýšenina bývá některými historiky či archeology ztotožňována s posvátným pahorkem Žiži, zmíněným v Kosmově kronice. Směrem na jih se území svažovalo. Východní část nádvoří přetínala rokle s na jih tekoucím potokem, oddělující východní část ostrohu.
Předpokládané pravěké osídlení není vzhledem k pozdější intenzivní stavební činnosti příliš objasněno. Doloženo je až přechodné vymezení území III. nádvoří a východní části ostrohu příkopem snad v 1. polovině 9. století a následné rozšíření areálu sídliště až k Hradčanskému náměstí. Z té doby pochází nález původně mohylového pohřebiště s pohanskými pohřebními prvky, v oblasti bývalé vyvýšeniny ztotožňované s vrcholkem Žiži (v okolí Obelisku a Starého proboštství). Na tomto pohřebišti (těsně jihozápadně od dnešního Obelisku) byl nalezen významný hrob bojovníka (meč, sekera, dýka ad.). Pohřebiště dokládá přítomnost elity obklopené zázemím, které zajišťovala sídliště v oblasti Hradčan a Malé Strany. Zhruba po roce 880 se přítomnost elity projevuje mimo prostor nádvoří, prvním kostelem Panny Marie v západní části hradního areálu a velkomoravskými šperky v hrobech v Lumbeho zahradě za Jelením příkopem.

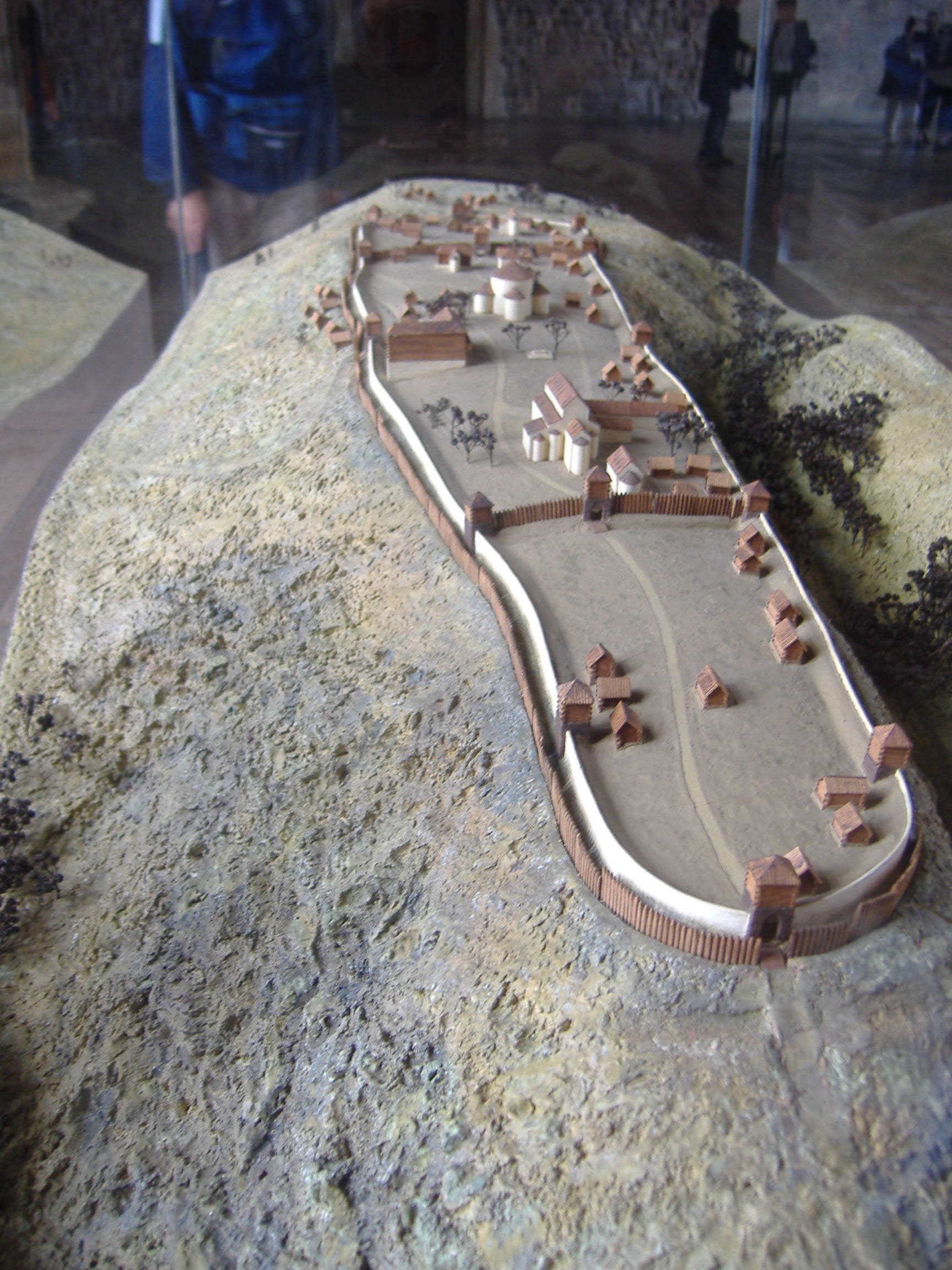
Možná podoba hradiště, od východu. V pozadí patrný prostor nádvoří s rotundou ohrazený valem na jihu (vlevo) a na západě. V opevnění věže zhruba v místech budoucí kamenné Bílé a jižní věže s bránami a před rotundou vlevo předpokládaný dřevěný předchůdce kamenného knížecího paláce.

### Přemyslovské hradiště
V době Spytihněva I. (895-915) bylo hradiště opevněno valem, který na západní straně nádvoří odděloval západní předhradí. Za knížete Václava I. byl, snad r. 929, zbudován na nádvoří třetí hradní kostel sv. Víta. Nejspíše se jednalo o jednoapsidovou rotundu, ke které asi byla pro uložení Václavových ostatků přistavěna jižní apsida. Kolem poloviny 11. století byla snad přistavěna severní apsida pro ostatky svatého Vojtěcha (přenesené z Hnězdna 1039) a v místě Starého proboštství kamenný biskupský palác na východě s kaplí sv. Mořice. V letech 1060-1096 byla na místě rotundy postavena monumentální trojlodní bazilika. Poslední sakrální stavba tohoto období je kostelík neznámého zasvěcení před dnešním jižním vstupem do katedrály, obdélný s apsidou a se spojovací chodbou do baziliky, tradičně nazývaný sv. Bartoloměje. Ze světských staveb z 10. – 12. století jsou archeologicky doložené jen dřevěné srubové stavby. Ty mimo jiné lemovaly cestu vedoucí od vstupu do vnitřního hradiště v jihozápadním koutě nádvoří můstkem přes rokli a kolem chrámu sv. Víta k Jiřskému klášteru a dále na východní okraj hradiště u pozdější Černé věže. Během tohoto období se také valové opevnění v jižní části nádvoří dvakrát posouvalo směrem po svahu a tím zvětšovalo ohrazené území.

### Středověký hrad
Za Soběslava I. od r. 1135 začíná přestavba hradiště na románský hrad. Nová kamenná hradba na místě valového opevnění ohradila dnešní nádvoří na západě, kde v jižní části vedle brány zbudována Bílá věž, a na jihu, kde směrem na východ zbudována samostatně stojící věž s bránou a o kousek dál kamenný knížecí palác (falc), oboje přiléhající k hradbě. Věž i spodní část paláce jsou dnes zachovány uvnitř starého královského paláce. V prostoru nádvoří byl zasypán zbytek rokle, která původně oddělovala jeho západní část od východní s chrámem a palácem. V té době jsou na nádvoří, s výjimkou kláštera sv. Jiří, soustředěny oba zbylé nejdůležitější samostatně ohrazené okrsky, knížecí palác a biskupský kostel s palácem a kostelíkem. Během 13. století však význam biskupského paláce postupně klesá v souvislosti se stěhováním biskupa do biskupského dvora u Karlova mostu. Zřejmě z 13. století je archeologicky doložená další zděná zástavba nádvoří, kamenné domy v JZ části a východně od kostelíka „sv. Bartoloměje“.
Za Lucemburků ve 14. století byl postaven nový královský palác, na spodních patrech požárem v r. 1303 poničeného původního. Nový palác byl rozšířen západním směrem, kde pohltil jižní věž, jižní vstup do nádvoří byl již dříve z této věže posunut na západ. Vyvíjí se i další světská zástavba v prostoru nádvoří, doložené jsou mj. dva gotické domy při jižní románské hradbě. Ovšem nejvelkolepější a nejlépe dochovanou stavbou 14. století je nově budovaná katedrála na místě románské baziliky. Do nádvoří se obrací chór s kaplemi a slavnostní jižní vstup (Zlatá brána), postavené Petrem Parléřem, a věž (bez pozdějšího zakončení), dokončená Parléřovými syny.
Za Vladislava Jagelonského na konci 15. století bylo prodlouženo západní křídlo královského paláce směrem ke katedrále (nad průjezdem) a zbudována navazující chodba, která vedla na nově vybudovanou královskou oratoř. Vývoj královského paláce se dovršuje skvostným Vladislavským sálem. Během stavby katedrály zanikly stavby (včetně kostelíka) jižně od chrámu a během 15. století začíná vznikat volné prostranství nádvoří. Úsilí o pokračování ve stavbě katedrály bylo zmařeno požárem hradu a Malé Strany r. 1541.

### Renesance a rané baroko
Nádvoří se značně proměňuje za vlády prvních Habsburků v 16. a v 1. polovině 17. století. Vývoj starého královského paláce, s výjimkou úprav po požáru r. 1541, je již uzavřen a činnost se soustřeďuje na výstavbu nových palácových budov, od starého paláce západně podél hradeb. Podoba a přesné rozmístění palácových staveb není zcela objasněno. Víme ale, že za Rudolfa II. sloužily suterény a přízemí provozním účelům (kuchyně ad.), první patro císařovně a druhé císaři, odkud měl krásný výhled na Prahu. Na začátku Rudolfovy vlády byla postavena kaple svatého Vojtěcha, na místě zchátralé Parléřovy kaple postavené uprostřed plánované lodi katedrály. V 1. polovině 17. století za Ferdinanda III. jsou vybudovány nové císařovniny pokoje v 2. patře vedle císařských a na západní straně nádvoří, na místě starších domů před románskou hrabou, vystavěn třípatrový jednotně řešený fraucimor (pokoje dvora a služebnictva císařovny). V té době byl také proražen nový průjezd na II. nádvoří a v jihozápadní části nádvoří postavena kaple sv. Kříže (pův. asi Václava). V r. 1663 umisťuje Francesco Caratti do JV koutu nádvoří na novou kašnu gotickou sochu sv. Jiří, přemístěnou sem od nedalekého kostela sv. Jiří. Poté se stavební ruch na nádvoří na téměř sto let uklidňuje.

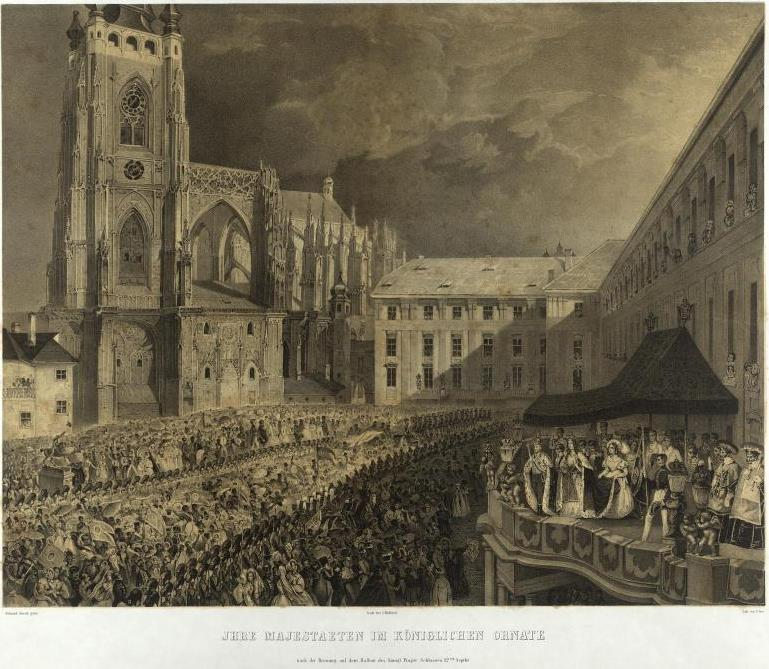
Nádvoří během korunovace Ferdinanda V. v r. 1836.

### 18. a 19. století
Za Marie Terezie došlo podle návrhu Nicolo Pacassiho k úpravě palácových staveb do dnešní podoby. Zejména dostaly všechny tři strany nádvoří novou jednotnou fasádu, která překryla starší stavby. Například Bílá věž byla kvůli jednotnému vzhledu snížena na úroveň okolní zástavby. V jižním traktu došlo k přemístění panovnických obytných místností z 2. do 1. patra (piano nobile), které bylo také opatřeno balkonem pro hold panovníkovi, na místě pavlače stejného účelu. Dále byla zrušena kaple sv. Kříže, nahrazená novostavbou na II. nádvoří a přemístěna socha sv. Jiří (s původní kašnou) na dnešní místo.
V roce 1873 ožívá nádvoří pracemi na dostavbě katedrály, která je dokončena až v roce 1929, k (tehdy předpokládanému) tisícímu výročí úmrtí svatého Václava. Během dostavby byly odstraněny některé drobné stavby, zejména renesanční kaple sv. Vojtěcha. Kvůli lepšímu vyniknutí katedrály se uvažovalo také o odstranění můstku ze Starého paláce, Strarého proboštství a dokonce středního palácového křídla (propojení II. a III. nádvoří).

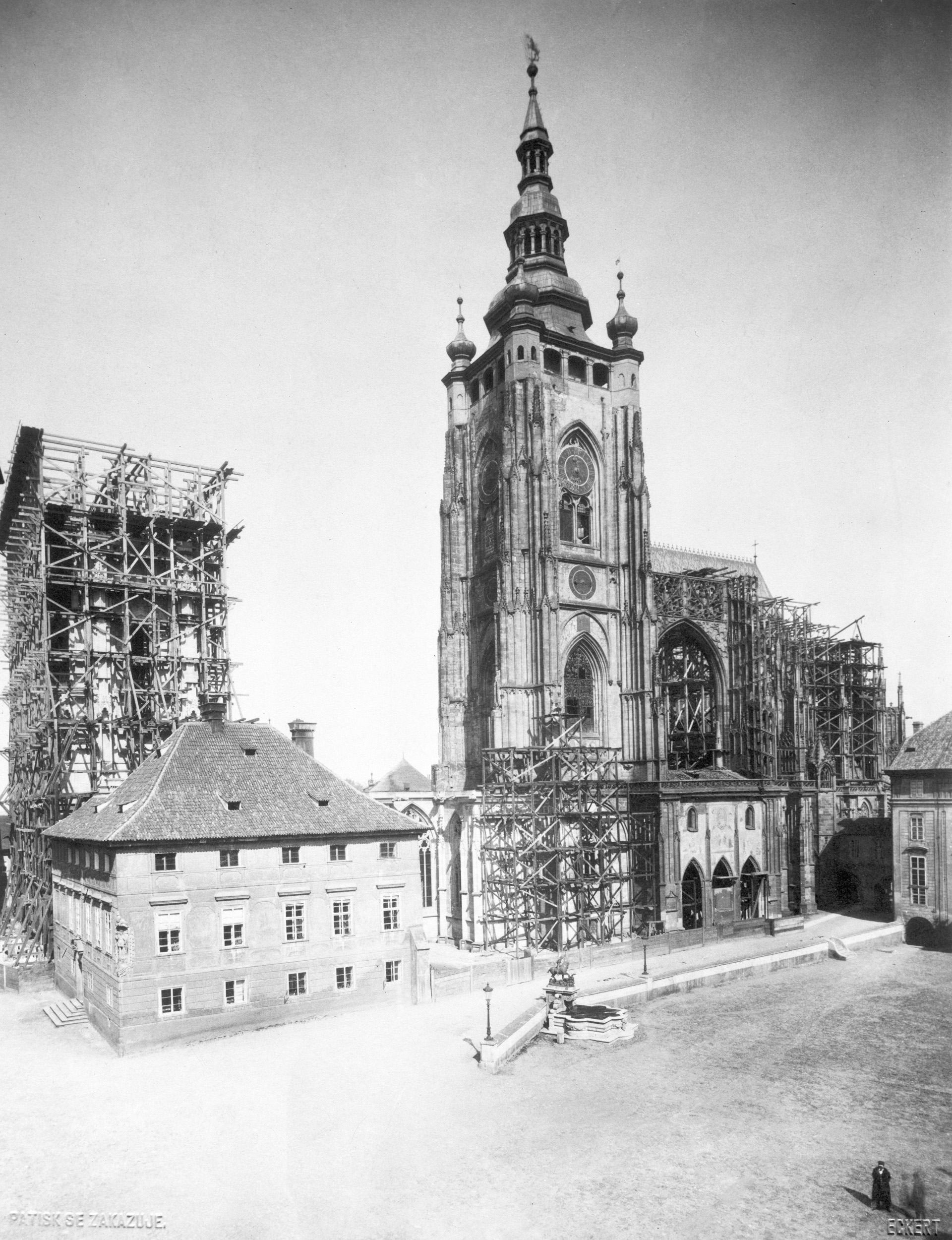
Nádvoří během dostavby katedrály. Terasové uspořádání s původní fontánou sv. Jiří před Plečnikovou úpravou.

### Republika
Samotný prostor nádvoří se významně proměňuje po vzniku republiky za vedení architekta Josipa Plečnika. V té době vedla kolem jižní strany proboštství a katedrály cesta oddělená po obou stranách zdí, která terasově členila původně svažitý terén nádvoří. Po provedení archeologického průzkumu byly odkryté vykopávky překryty betonovým skeletem a provedeno sjednocení plochy nádvoří s žulovou dlažbou a nové schodiště do katedrály. Část Carattiho fontány pod sochou sv. Jiří, která byla umístěna u zmíněné jižní terasové zdi, nahradil Plečnik novým soklem s fontánou a zábradlím zohledňujícími nové umístění v ploše nádvoří. Druhou část Carattiho kašny využil architekt v Orlí kašně při vstupu do starého paláce. V jihovýchodním koutě nádvoří zbudoval Plečnik Býčí schodiště, spojující nádvoří se zahradou Na Valech. Původně neplánovaným, dnes charakteristickým prvkem nádvoří je monolit, určený nejdříve pro schodiště Rajské zahrady. Práce na nádvoří probíhaly v letech 1925-1932, částečně i později.
Od počátku dvacátých let byly upravovány také palácové interiéry. Středověký hradní vstup v jihozápadním koutě nádvoří byl upraven na průjezd s přístupem do nově projektovaného presidentského bytu. V jižním křídle dále Plečnik adaptoval prostory pro presidentskou kancelář včetně např. Masarykovy knihovny. Další úpravy interiérů prováděli Pavel Janák a Otto Rothmayer v okolí Bílé věže, později, v poválečném období v křídle na západní straně nádvoří Jaroslav Fragner.

## Budovy a objekty
Severní straně nádvoří dominuje katedrála, ostatní jsou tvořeny palácovými křídly s jednotnou fasádou Nicolo Pacassiho z doby Marie Terezie.

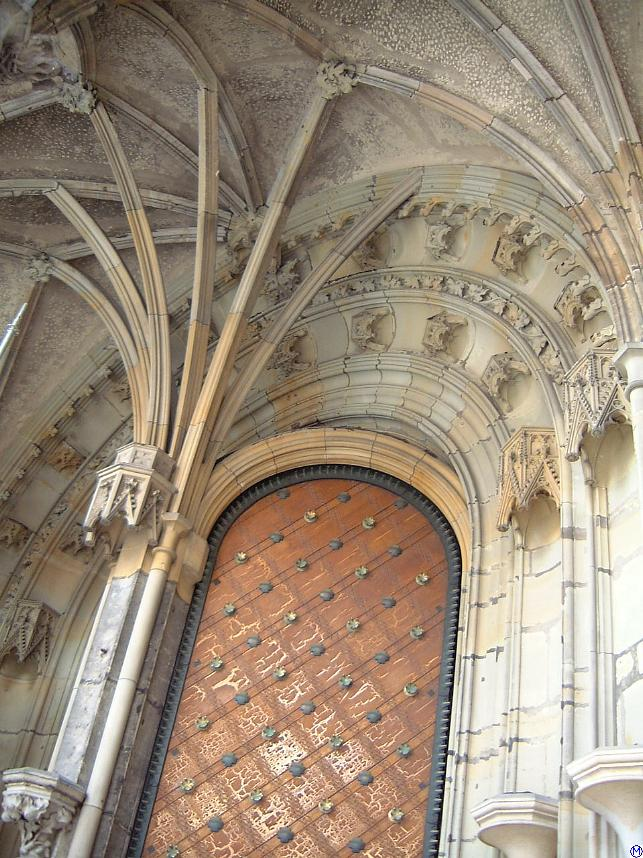
Náročně architektonicky řešená předsíň jižního vstupu do katedrály (Zlatá brána).

### Severní strana
- Prostranství před vstupem do katedrály před hlavním, západním novogotickým průčelím, kolem severní strany chrámu navazuje ulice Vikářská.
- Staré proboštství čp. 48 v barokní úpravě, původně románský biskupský palác s kaplí sv. Mořice. Část románského zdiva a okna je odhalena na východní straně budovy.
- Vykopávky kaple sv. Mořice a jihozápadní části Spytihněvovy baziliky (předchůdkyně katedrály), Josipem Plečnikem zakryté zděným přístřeškem.
- Katedrála
  - Novogotická věž západního průčelí.
  - Část novogotické lodi se třemi bočními kaplemi.
  - Jižní věž katedrály, gotická s renesančním zakončením a zlacenou renesanční mříží v patře.
  - Gotická Zlatá brána s originálním řešením klenby předsíně a jedinečnou mozaikou Posledního soudu. Za ní (viz okénka) se nalézá Korunní komora, místnost, kde se uchovávají české korunovační klenoty. Nad bránou je velké okno příčné lodi a vpravo v pilíři Parléřovo točité schodiště, originální svým umístěním v exteriéru, subtilní otevřenou konstrukcí a dvakrát změněným směrem otáčení.
  - Gotický chór s kaplemi, první dvě lomená okna osvětlují Svatováclavskou kapli, nejposvátnější část katedrály.

### Východní strana
- Průchod na náměstí Svatého Jiří.
- Starý královský palác – západní průčelí je z 18. století.
  - Můstek s chodbou spojující palác s královskou tribunou v chrámu.
  - Gotické západní křídlo, se Zelenou světnicí, tzv. Vladislavovou ložnicí a Sloupovou síní (předsálí Vladislavského sálu).
  - Svažující se průjezd pod palácem na snížený dvůr Starého královského paláce.
  - Vstupní portikus se schodištěm z 18. století.
  - Orlí kašna před portikem, vytvořená Plečnikem s využití části barokní Carattiho fontány, která původně nesla sochu sv. Jiří. Pro tuto sochu vytvořil Plečnik fontánu novou (viz níže).

### Jižní strana
- Jižní křído Pražského hradu.

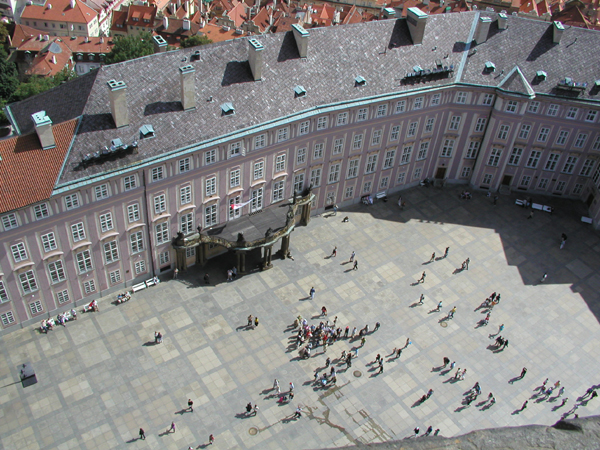
Jižní křídlo s presidentským balkonem a Plečnikova dlažba.

  - Vstup na Býčí schodiště do zahrady na Valech, dílo J. Plečnika.
  - Presidentský balkon z 18. století sochařsky zdobený dílnou Ignáce Platzera. Původně zde holdovali panovníkovi.

### Západní strana
- Střední křídlo Pražského hradu oddělující II. nádvoří.
  - Presidentský průjezd, uvnitř přístup do presidentského bytu. Zde býval středověký západní vstup do vnitřního hradu.
  - Bílá věž – původní románská Soběslavova, dnes skryta za jednotným průčelím, na kterém se projevuje jen slepými okny.
  - Pošta
  - Informační středisko Pražského hradu
  - Průchod a průjezd na II. nádvoří vzniklý v 17. století.

### V prostoru nádvoří
- Obelisk – monolit, umístěný sem J. Plečnikem jako památník obětem I. světové války. Původně měl stát na schodišti Rajské zahrady.
- Socha svatého Jiří – kopie gotického originálu je součástí Plečnikovy kašny.
- Dlažba žulová, uspořádaná do velkých čtverců kolmo na presidentský balkon. Plečnik pod ní srovnal terén a betonovými konstrukcemi zakryl archeologické vykopávky.